# 新伊万诺夫斯科耶
新伊万诺夫斯科耶（羅馬化：Novoivanovskoye）是俄罗斯莫斯科州的市级镇，属州辖市奥金佐沃市（城市区），地处莫斯科州中西部，在区行政中心奥金佐沃东北、州府莫斯科西侧，毗邻莫斯科直辖市管辖范围。M1公路（白俄罗斯公路）穿过该镇。
该地2021年人口有5,365人；2010年人口6,003人；2002年人口712人。